# Dobaczewo
Dobaczewo – wieś w Polsce położona w województwie mazowieckim, w powiecie sierpeckim, w gminie Mochowo. Ma status sołwectwa. Leży nad Skrwą.
Sołectwo Dobaczewo obejmuje wsie Dobaczewo i Choczeń.
W latach 1975–1998 miejscowość administracyjnie należała do województwa płockiego.